# Guerra do Mixtón

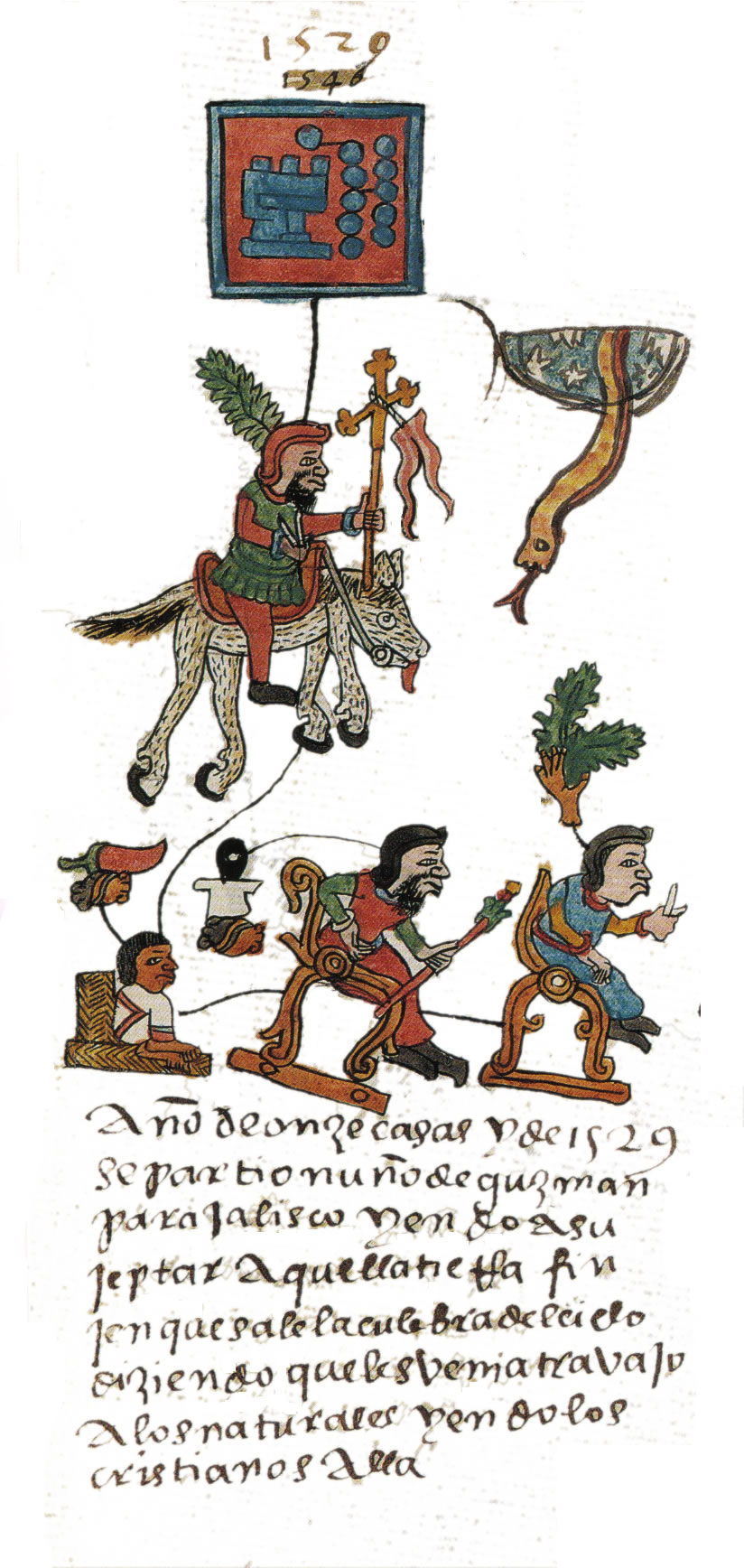
Nuno de Guzmán durante sua campanha em Jalisco e Nayarit (1529)

A Guerra do Mixtón foi um confronto bélico entre diversas tribos indígenas da região da Nova Galiza (no extremo da Nova Espanha) contra o exército espanhol do período colonial da história do México. Na época em que este conflito ocorreu, vários povos indígenas já haviam sido conquistados pelos espanhóis.
Os antecedentes da guerra  podem ser encontrados na cruel campanha de conquista empreendida por Nuno de Guzmán, no território que os espanhóis chamaram de Nova Galiza, correspondente aos atuais estados mexicanos de Jalisco, Nayarit, Colima e parte de Zacatecas. Durante esta intervenção, milhares de índios foram torturados ou assassinados pelas forças espanholas e seus aliados indígenas. Ainda que este e outros feitos tenham levado Nuño de Guzmán à prisão, a lembrança da invasão espanhola permaneceu com os nativos da parte ocidental da Mesoamérica, entre os quais os caxcáns, principais protagonistas da rebelião do Mixtón.
Esta rebelião indígena começou em 1541, nas imediações de Tepic, Teocaltiche, Nochistlán e Juchipila. Neste último povoado havia sido construído um convento franciscano no qual haviam chegado emissários da serra de Nayar — provavelmente coras ou huicholes — a instingar os índios a se levantarem contra a dominação espanhola, e especialmente contra a religião cristã. Os indígenas abandonaram os povoados espanhóis e se fortificaram no Mixtón. Entre alguns dos líderes da rebelião estavam Petacal, cacique caxcán de Xalpa (Jalpa), e Francisco Tenamaxtle, irmão do senhor de Nochistlán.
A rebelião logo se estendeu por boa parte da Nova Galiza, através de enfrentamentos entre caxcáns e espanhóis, ou através da desobediência dos índios das encomiendas para com seus senhores encomenderos. O conflito ameaçava o domínio da cidade espanhola de Guadalajara, e ante esta situação de emergência o vice-rei Antonio de Mendoza enviou Cristóbal de Oñate para reprimir a rebelião; este, no entanto, foi derrotado pelos indígenas rebeldes. No dia 12 de junho de 1541 Pedro de Alvarado chegou para fortalecer os espanhóis que defendiam Guadalajara, e de lá se dirigiu ao rochedo de Nochistlán, de onde regressou também derrotado. Pedro de Alvarado acabaria morrendo no dia 4 de julho de 1541 devido às feridas recebidas durante sua incursão no Mixtón.
A inoperância do exército espanhol e a iminente extensão da insurreição até Michoacán e a intendência do México levaram o vice-rei Antonio de Mendoza a participar diretamente na campanha militar. Saiu da Cidade do México em setembro de 1541, em direção a Coyna, de onde após uma tentativa ele logrou finalmente tomar o acampamento indígena, destruindo-o completamente. A próxima arremetida foi contra os índios de Nochistlán, que, ao contrário dos indígenas que controlavam Acatic, recusavam-se a capitular. Os nochistecos foram derrotados; tomado o local, o vice-rei De Mendoza se dirigiu finalmente até Mixtón, fortaleza na montanha que foi tomada com violência pelos espanhóis em 1542.
Depois da derrota dos caxcáns no Mixtón, outras aldeias que ainda permaneciam sob controle indígena foram abandonadas aos espanhóis. Os vizinhos de Guadalajara urgiram às autoridades que autorizassem o traslado da cidade para o lugar que ocupa atualmente, no vale de Atemajac.